# Paulus Praetorius

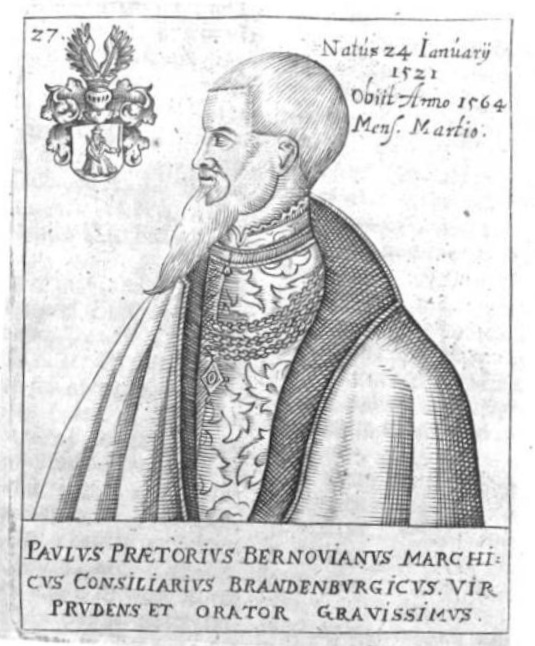
Bildnis Paulus Praetorius nach Martin Friedrich Seidels Bilder-Sammlung

Paulus Praetorius (* 1521 in Bernau bei Berlin; † 1565 in Halle (Saale)) war ein Pädagoge und Gelehrter. Er war vor allem in Brandenburg und im Bistum Magdeburg tätig.

## Leben
Praetorius wurde als Sohn eines Brauers und Tuchmachers und Enkel des Bürgermeisters in Bernau geboren. Sein ursprünglicher Nachname war Schultheiß oder Schultze, den er später ins Lateinische übersetzte. In der frühen Neuzeit latinisierten etliche Personen ihren Namen Schulze bzw. Schultheiß zu Praetorius. Er studierte an der Universität Viadrina in Frankfurt (Oder) und ging danach zurück nach Bernau, um dort als Rektor der dortigen Lateinschule tätig zu sein.
Kurfürst Joachim II. suchte für seine Kinder Friedrich und Sigismund einen Erzieher und holte dazu 1547 Praetorius zu sich. Als Friedrich 1551 Erzbischof von Magdeburg und Administrator des Bistums Halberstadt wurde, begleitete Praetorius ihn und stand ihm in politischen und juristischen Belangen beratend zur Seite. Er führte diese Tätigkeit auch nach Friedrichs Tod (1552) bei dessen Nachfolger Sigismund fort.
Diplomatische Missionen führten ihn auch zu Kaiser Ferdinand, der ihm 1561 einen Wappenbrief verlieh und ihn damit adelte. Mit seiner Frau Anna hatte er eine leibliche Tochter, Benigna Schultze, welche den anhaltischen Rat Tobias Hübner heiratete und Mutter des gleichnamigen Barockdichters Tobias Hübner war. Er adoptierte ferner im Jahr 1562 Samuel Faber (1543–1605) der fortan Samuel Praetorius hieß. Dieser war Sohn von Sebastian Faber (1515–1553), einem Bernauer Archidiakon. Paulus Praetorius Urenkel Johannes Praetorius (1611–1664) erhielt am 29. Juli 1661 mit der böhmischen Ritterwürde den Namen Praetorius von Richthofen und ist damit der namentliche Ursprung des Adelsgeschlechts Richthofen.
Praetorius wurde auf dem halleschen Stadtgottesacker im Gruftbogen 22 bestattet.